# Дэ (чжуинь)

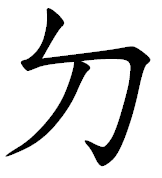

Дэ — пятая буква алфавита чжуинь, графически происходит от иероглифического ключа даобу (刀 — нож). Может быть только инициалью, как инициаль образует 22 слога.
| ㄉ                  | ㄉ                  | ㄉ                    | ㄉ                  |
| ------------------- | ------------------- | --------------------- | ------------------- |
| da — да — ㄉㄚ      | dai — дай — ㄉㄞ    | dan — дань — ㄉㄢ     | dang — дан — ㄉㄤ   |
| dao — дао — ㄉㄠ    | de — дэ — ㄉㄜ      | dei — дэй — ㄉㄟ      | deng — дэн — ㄉㄥ   |
| di — ди — ㄉㄧ      | dia — дя — ㄉㄧㄚ   | dian — дянь — ㄉㄧㄢ  | diao — дяо — ㄉㄧㄠ |
| die — де — ㄉㄧㄝ   | ding — дин — ㄉㄧㄥ | diu — дю — ㄉㄧㄡ     | dong — дун — ㄉㄨㄥ |
| dou — доу — ㄉㄡ    | du — ду — ㄉㄨ      | duan — дуань — ㄉㄨㄢ | dui — дуй — ㄉㄨㄟ  |
| dun — дунь — ㄉㄨㄣ | duo — до — ㄉㄨㄛ   |                       |                     |